# Doctor Coss
Doctor Coss là một đô thị thuộc bang Nuevo León, México. Năm 2005, dân số của đô thị này là 1639 người.